# Ampheres
Ampheres es un género de arácnido  del orden Opiliones de la familia Gonyleptidae.

## Especies
Las especies de este género son:
- Ampheres fuscopunctatus
- Ampheres leucopheus
- Ampheres luteus
- Ampheres spinipes
- Ampheres tocantinus